# Phaea hatsueae
Phaea hatsueae là một loài bọ cánh cứng trong họ Cerambycidae.